# ピーターラビット2/バーナバスの誘惑
『ピーターラビット2/バーナバスの誘惑』（ピーターラビット2バーナバスのゆうわく、Peter Rabbit 2: The Runaway）は、2021年のアメリカ合衆国・オーストラリア・イギリスのコメディ映画。監督はウィル・グラック、出演はドーナル・グリーソンとローズ・バーンなど、声の出演はジェームズ・コーデンとマーゴット・ロビーなど。ビアトリクス・ポターの児童書『ピーターラビット』シリーズを原作とした2018年の映画『ピーターラビット』の続編である。

## ストーリー
イギリスの湖水地方。前作で一応和解したかに見えたトーマスとピーターラビットだが、ピーターが悪戯をしてはトーマスに説教されるという日々が続いていた。そんな日常にうんざりしていたピーターはトーマスとビアがビアの本に興味を示している出版社に出かけた際、出版社から抜け出し、グロスターの街を散策する。ピーターは亡き父の友人、バーナバスに出会った。バーナバスは本物の「ワル」であり、ピーターは彼から「ワル」としての生き方を教わることになった。
これまでにない充実感を味わっていたピーターだったが、ほどなくして、仲間たちが彼を連れ戻しにきた。ここに至り、ピーターは元のように湖水地方で暮らすのか、それとも都会で「ワル」として生きるのかという選択を迫られることになった。

## キャスト
※括弧内は日本語吹替。
- トーマス・マグレガー - ドーナル・グリーソン（浅沼晋太郎[8][9]）
- ビア - ローズ・バーン（渋谷はるか[8][9]）
- ナイジェル・バジル＝ジョーンズ - デヴィッド・オイェロウォ（安元洋貴[8][9]）

### 声の出演
- ピーターラビット - ジェームズ・コーデン（千葉雄大[10][9]）
- ベンジャミン - コリン・ムーディー（吉田ウーロン太[8][9]）
- フロプシー / 語り手 - マーゴット・ロビー（清水理沙[8][9]）
- モプシー - エリザベス・デビッキ（木下紗華[8][9]）
- カトンテール - エイミー・ホーン（英語版）（下田レイ[8][9]）
- バーナバス - レニー・ジェームズ（哀川翔[10][9]）
- ミトン - ヘイリー・アトウェル（浅野真澄[9]）
- トム - デイモン・ヘリマン（森久保祥太郎[8][9]）
- サムエル - ルパート・ディガス（英語版）（カジサック[11][9]）
- ティギーおばさん（英語版） - シーア（堀越真己[8][9]）
- ジェレミー・フィッシャー - ドーナル・グリーソン（多田野曜平[9]）
- ジマイマ・パドルダック - ローズ・バーン（雨蘭咲木子[9]）
- トミー・ブロック - サム・ニール（こばたけまさふみ[9]）
- ピグリン・ブランド（英語版） - ユエン・レスリー（英語版）（魚建[9]）
- まちねずみジョニー（英語版） - デビッド・ウェナム（鈴木達央[8][9]）
- JWルースター二世 - ウィル・ライヒェルト（千葉繁[8][9]）
- ミスター・トッド - スチュワート・アルヴェス（青山穣[9]）
- 大道芸リス - ティム・ミンチン（木村昴[8][9]）

## 製作
2018年5月、ソニー・ピクチャーズが映画『ピーターラビット』の続編の製作を開始し、ウィル・グラック監督をはじめとする主要キャストも続投すると報じられた。2019年2月22日、デヴィッド・オイェロウォの出演が決まったとの報道があった。同月25日、本作の主要撮影がイギリスとオーストラリアで始まった。
2020年2月10日、ドミニク・ルイスが本作で使用される楽曲を手掛けることになったと報じられた。2021年6月18日、本作のサウンドトラックが発売された。

## 公開・マーケティング
2019年10月17日、本作のティーザー・トレーラーが公開された。2020年1月15日、本作のオフィシャル・トレーラーが公開された。
当初、本作は2020年2月7日に全米公開される予定だったが、後に公開日は同年4月3日に延期されることとなった。2020年3月10日、アメリカで新型コロナウイルスが流行していることを受けて、本作の全米公開日が同年8月7日に延期されると報じられた。30日、事態がさらに悪化したため、ソニー・ピクチャーズは本作の全米公開日を2021年1月15日に再延期すると発表した。最終的には2021年3月25日にオーストラリアで封切られ、順次各国で公開された。日本では6月25日に公開された。

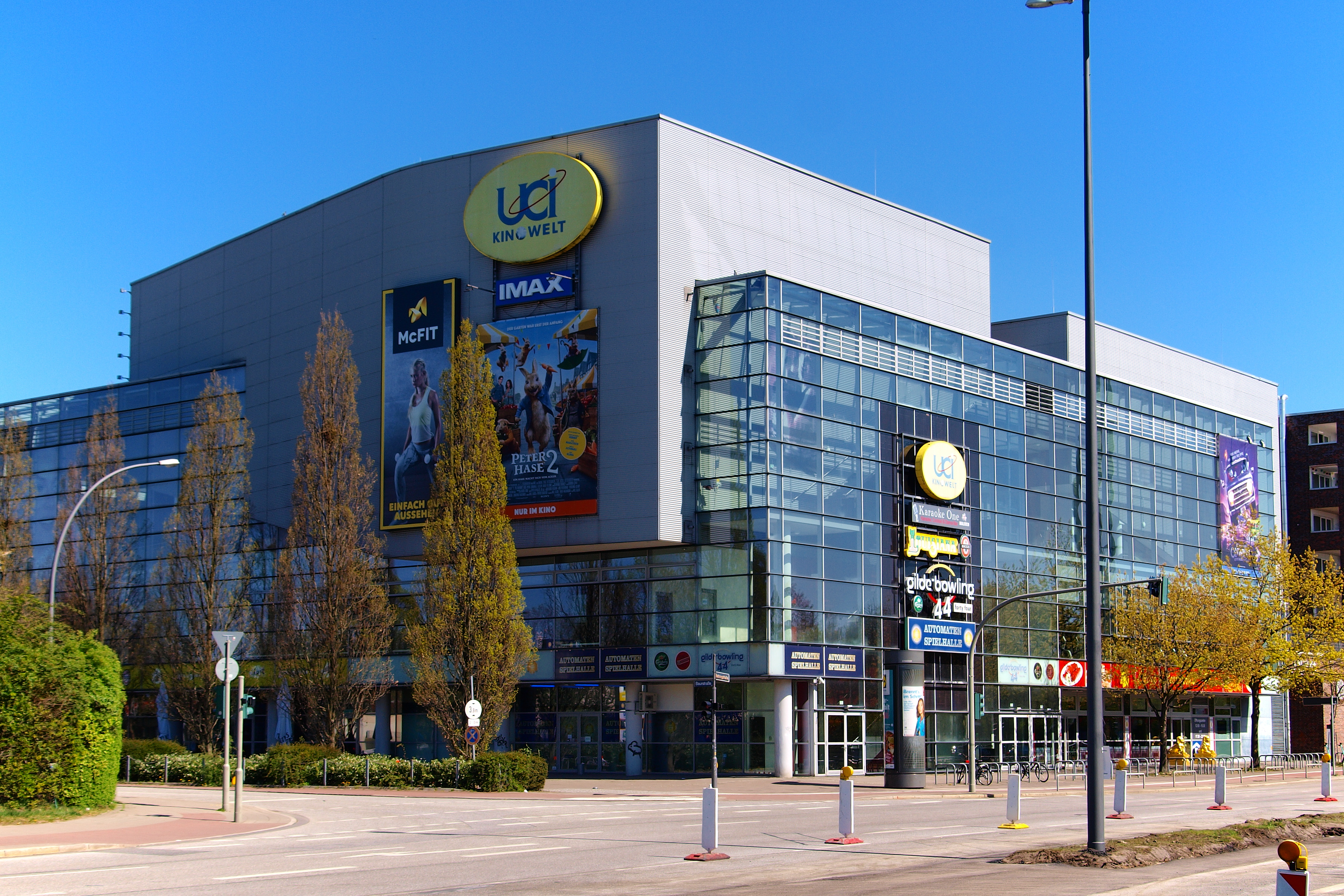
ハンブルクUCI Othmarschen Park cinema
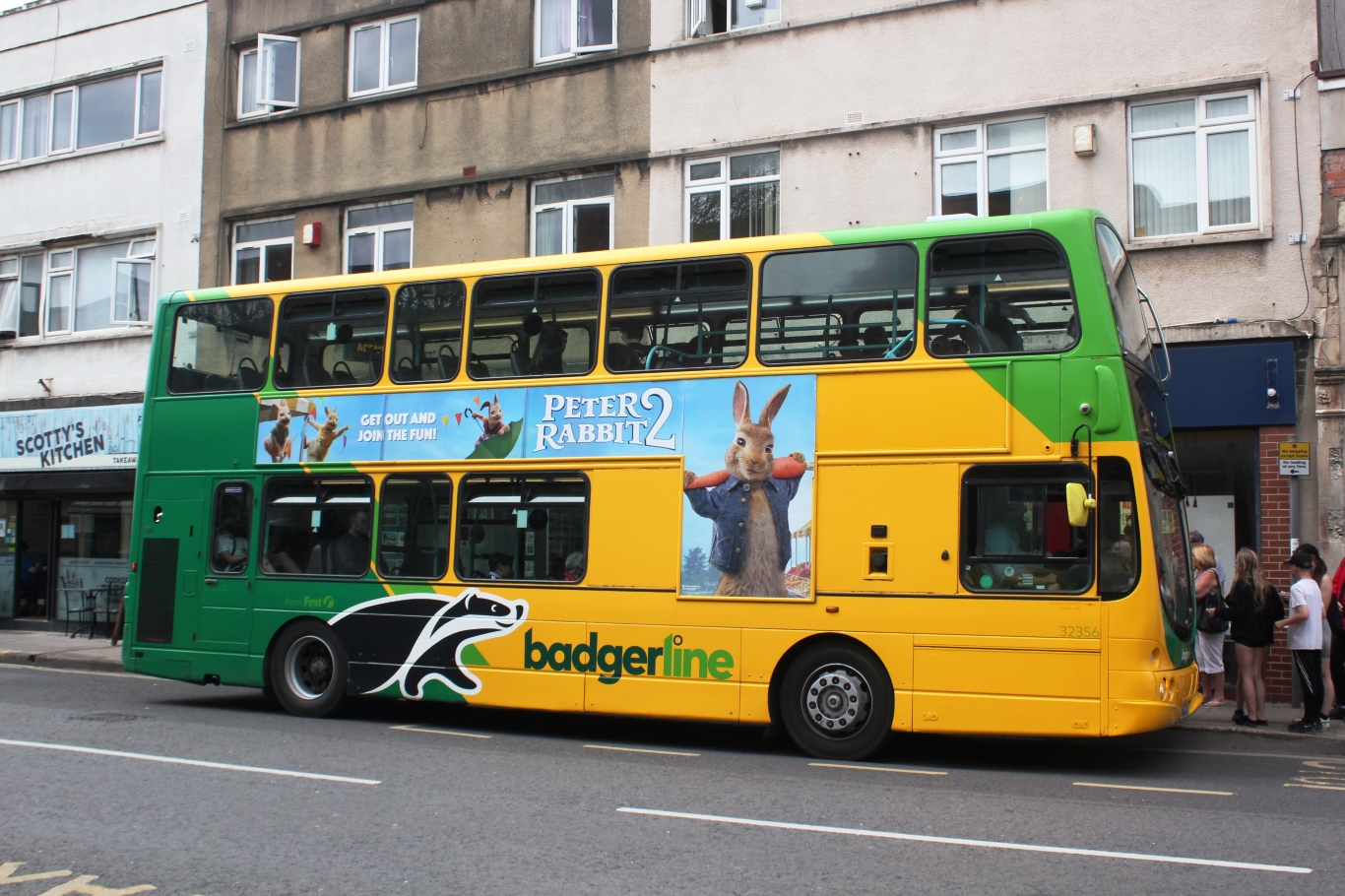
サマセットを走るラッピングバス

## 興行収入
本作は『イン・ザ・ハイツ』と同じ週に封切られ、公開初週末に800万ドルから1000万ドルを稼ぎ出すと予想されていたが、この予想は的中した。2021年6月11日、本作は全米3346館で公開され、公開初週末に1010万ドルを稼ぎ出し、週末興行収入ランキング初登場4位となった。

## 評価
本作は批評家から好意的に評価されている。映画批評集積サイトのRotten Tomatoesには72件のレビューがあり、批評家支持率は67%、平均点は10点満点で6点となっている。サイト側による批評家の見解の要約は「良い意味で滑稽で、何を求められているのかを自覚している作品である。『ピーターラビット2/バーナバスの誘惑』は前作のファンの心を躍らせる作品に仕上がっている。」となっている。また、Metacriticには14件のレビューがあり、加重平均値は44/100となっている。なお、本作のCinemaScoreはA-となっている。